# Vellmar
Vellmar je grad u njemačkoj saveznoj državi Hessen.  
Prema procjeni iz 2013. godini, u gradu je živjelo 19.282 stanovnika.

## Zemljopis
Općina se nalazi na nadmorskoj visini od 163 do 361 metara. Površina općine iznosi 14,0 km². U samom mjestu je, prema procjeni iz 2013. godine, živjelo 19.282 stanovnika. Prosječna gustoća stanovništva iznosi 1.305 stanovnika/km².

## Gradovi prijatelji
- Zell am See, Austrija, (9. rujan 1978)
- Bewdley (u blizini Birminghama), Ujedinjeno Kraljevstvo, (11. travanj 1989)
- Smartin (mađ. Szigetszentmárton), Mađarska, (17. listopad 1993)

## Stanovništvo
Promjena stanovništva od 1905 do 2013 godine.
| Godina | Stanovništvo |
| ------ | ------------ |
| 1905   | 2.171        |
| 1939   | 5.034        |
| 1950   | 6.651        |
| 1970   | 10.344       |

| Godina | Stanovništvo |
| ------ | ------------ |
| 1980   | 17.533       |
| 1990   | 18.740       |
| 1995   | 18.867       |
| 2000   | 18.318       |

| Godina | Stanovništvo |
| ------ | ------------ |
| 2005   | 19.675       |
| 2010   | 19.264       |
| 2013   | 19.282       |

### Stanovništvo po kotarima
Broj stanovnika po gradskim kotarima:
| Gradski kotar  | 2013   |
| -------------- | ------ |
| Niedervellmar  | 5.228  |
| Frommershausen | 2.571  |
| Obervellmar    | 8.418  |
| Vellmar-West   | 3.065  |
|                |        |
| Ukupno         | 19.282 |

## Vjere
57% stanovnika su evangelici. Rimokatolici su manjina od 16%.
| Vjera        | 2013 |
| ------------ | ---- |
| Evangelici   | 57 % |
| Rimokatolici | 16 % |
| Ostalo       | 27 % |

## Poznate osobe
- Bernd i Reiner Methe (1964–2011), Suci rukometa

## Vanjske poveznice
- | Logotip Zajedničkog poslužitelja | Zajednički poslužitelj ima još gradiva o temi Vellmar |
- Vodič: Vellmar na Wikivoyageu
- Službena stranica